# Калопар (Долж)
Калопар (рум. Calopăr) насеље је у Румунији у округу Долж у општини Калопару. Oпштина се налази на надморској висини од 150 m.

## Становништво
Према подацима из 2011. године у насељу је живело 1484 становника.